# 五點 (加利福尼亞州普盧默斯縣)
五點（英語：Five Points）是位於美國加利福尼亞州普盧默斯縣的一個非建制地區。該地的面積和人口皆未知。

## 地理
五點的座標為39°52′16″N 120°34′21″W / 39.87111°N 120.57250°W，而該地的平均海拔高度為2074米（即6804英尺）。